# Nyan Cat
「Nyan Cat」（ニャン・キャット）は、2011年4月にYouTubeにアップロードされた動画、もしくはその動画に使用された曲などを収録し2012年2月に発売された、日本の音楽家daniwellPのメジャーデビューアルバム。
YouTubeの動画は、saraj00n（現:Nyan Cat）というユーザーが制作したもので、PRguitarmanの作った胴体が菓子のネコが虹を後ろに出しながら宇宙を飛ぶアニメーションと、daniwellPの制作した「Nyanyanyanyanyanyanya!」という曲のカバーを組み合わせて作成したもので、2011年のYouTubeにおける再生数ランクで5位にランクインした。

## 経緯

### 曲
Nyan Catの動画に使用されている曲のオリジナルは、2010年7月25日にdaniwellPがニコニコ動画で「Nyanyanyanyanyanyanya!」というタイトルで発表したものである。最初から最後まで「ニャ」を繰り返す歌で、ボーカルには歌声合成技術VOCALOIDの初音ミクが使われている。daniwellPはインタビューで歌詞が「ニャ」だけになっていることについて、歌詞を書くのが苦手だからだと答えている。
この「Nyanyanyanyanyanyanya!」を、ももももPが、藤本萌々子の声を元に作成された歌声合成ソフトUTAU対応のボーカル音源「桃音モモ」を使ってカバーしてニコニコ動画で発表し、その音源がNyan Catの動画に使用されることとなる。さらに、この曲はコナミのゲーム「SOUND VOLTEX」等いくつかの音ゲーに収録された。

### GIFアニメ
2011年4月2日、アメリカテキサス州ダラス在住で「PRguitarman」と名乗るクリストファー・トーレスが、自身のウェブサイト「LOL-Comics」で、胴体がケロッグのポップタルトという菓子になっている猫「Pop Tart Cat」のGIFアニメーションを公開した。トーレスはインタビューでアニメのアイデアについて、「Livestreamのビデオチャットで絵を描いていたとき2人の違う人物がそれぞれポップタルトと猫を描いたんだ。」と話している。それに対するレスとしてポップタルトと猫を合成した絵を描き、数日後アニメGIFにしたとしている。

### YouTube動画
YouTubeユーザーの「saraj00n」（本名はSara）がPop Tart Catのアニメーションと、YouTubeの桃音モモのチャンネルに転載されていた「Nyanyanyanyanyanyanya!」の桃音モモバージョンを合わせた動画を作成して「Nyan Cat」という題名をつけてYouTubeに投稿し、大きな人気を集めインターネット・ミームと化した。
Nyan Catの動画は、2011年4月時点で720万再生があったとしてBusiness Insiderのバイラル・ビデオトップ10の9位にランクインし、2011年のYouTubeにおける再生数ランクで5位にランクインした。この流行によってNyan Catから派生した様々な動画や、ゲームなどが制作されている。また着信メロディや壁紙、Windows 7、ノキア、iPhone、iPad、Android、HP webOS、Windows Phone 7対応のアプリケーションも登場している。また21st Street Gamesが「Nyan Cat Adventure」という公式のゲームをリリースしている。2013年7月、YouTubeにおける「Nyan Cat」のオリジナル動画の再生数が1億再生を突破した。
2023年11月、オリジナル動画のsaraj00nのYouTubeチャンネルでの公開が中止され、代わってYouTubeチャンネルNyanCatでの公開を開始した。 2023年11月6日、saraj00nは2023年のイスラエルとハマスの戦争の停戦を呼びかける動画をアップロードした。

## その他
- クリストファー・トーレスは「当初の名前は『Pop Tart Cat』で本当はそう呼んで欲しいけど、ネットが『Nyan Cat』と呼ぶようになったことも幸せに感じるよ。」と述べている[7]。
- クリストファー・トーレスはnyan.catというウェブサイトがオリジナルと酷似する猫と同じBGMを流していることを非難した。このサイトは.catというスポンサードトップレベルドメインを使用しており、トーレスは剽窃されたとしている[22][23]。現在このウェブサイトはトーレスによって運営されており、正規バージョンの猫が披露されている[8]。
- 2021年公開のアメリカのアニメ映画「ミッチェル家とマシンの反乱」に、「Nyan Cat」が使用・クレジットされている。
- ベトナムでは、Nyan CatがメントスのCMに使用されている[24]。
- 有名なコンピューターウイルスとして知られるMEMZに感染したPCを起動すると通常のWindowsではなくNyan Catの動画が流れる。映画『ピエロがお前を嘲笑う』にはこのMEMZに感染したと思われるPCが登場する。
- 2024年2月22日に「猫の日」にちなんで、日本マクドナルドがNyan Catをオマージュした「Shaka Cat!」[25]を作成した[26]。

## アルバム『Nyan Cat』
アルバム『Nyan Cat』は、2012年2月1日にEXIT TUNESから発売された、daniwellPのメジャーデビューアルバム。規格品番はQWCE-00205、販売元はポニーキャニオン。「Nyanyanyanyanyanyanya!」については、初音ミク版だけでなく桃音モモ版も収録しており、桃音モモ版は「Nyan Cat」に改題されている。
1. Nyan Cat / daniwellP feat. 桃音モモ
2. CUTE CUTE CAT / daniwellP feat. 初音ミク
3. Wander Noise / daniwellP feat. 初音ミク
4. そして僕はゆるやかに呼吸する / daniwellP feat. 初音ミク
5. てむてららる ちょむちょめぷ / daniwellP feat. 初音ミク
6. にゃにゃにゃんにゃんにゃーのこねこ / daniwellP feat. 桃音モモ
7. 次世代センセーションの始まり / daniwellP feat. 初音ミク
8. ムニエル / daniwellP feat. 初音ミク
9. 夏の終わりの彼女は / daniwellP feat. 初音ミク
10. コトバトラボラト / daniwellP feat. 初音ミク
11. ねこみみスイッチ / daniwellP feat. 初音ミク
12. Nyanyanyanyanyanyanya! / daniwellP feat. 初音ミク
13. ガール☆ミーツ☆ボーイ / daniwellP feat. 初音ミク
14. さよならワンウェイハート / daniwellP feat. 初音ミク
15. 子猫は独り遥か雪に埋もれてわたしを見つめる -脱四畳半remix- / daniwellP feat. 初音ミク
16. まったりお茶でもいかが？ / daniwellP feat. 初音ミク
17. ポラロイドパラボロイド / daniwellP feat. 初音ミク
18. Nyanyanyanyanyanyanya! -album remix ver.- / daniwellP feat. 初音ミク
19. ねこみみスイッチ -album remix ver.- / daniwellP feat. 初音ミク
20. Nyan Cat -album remix ver.- / daniwellP feat. 桃音モモ
21. おやすみにゃさい (outro) / daniwellP feat. 桃音モモ
22. コトバトラボラト -album remix ver.- / daniwellP & くちばしP feat. 初音ミク

## 収録作品・カバー
| 発売日         | タイトル                                                               | 収録曲 |
| -------------- | ---------------------------------------------------------------------- | --- |
| 2011年5月26日  | Chris Kaufman『Nyan Cat』                                              | Nyan Cat |
| 2012年4月27日  | daniwellP『Nyan Cat EX』                                               | Nyan Cat EX feat.桃音モモ |
| 2012年12月5日  | EXIT TUNES presents UTAUSEKAI                                          | Nyan Cat / daniwellP feat.桃音モモ |
| 2014年8月22日  | Moisés『Random Piano Works』                                           | Nyan Cat (Piano Arrangement by Zorsy) |
| 2014年10月2日  | Robinerd『Memes Gonna Chiptune』                                       | Nyan Cat (Chiptune Cover) |
| 2014年11月11日 | Grumpy Cat's Worst Christmas Ever (Original Motion Picture Soundtrack) | Nyan Cat Theme |
| 2015年11月5日  | DJ Edm『Good Vibes』                                                   | Nyan Cat (Dubstep Remix) |
| 2015年11月24日 | JJD『Nyan Cat』                                                        | Nyan Cat |
| 2016年1月6日   | daniwellP『CATS RULE THE WORLD』                                       | Nyan Cat [箸休め Mix] feat.桃音モモ |
| 2017年11月15日 | EXIT TUNES PRESENTS UTAUMiRAi                                          | Nyan Cat EX / daniwellP feat.桃音モモ |
| 2018年3月7日   | 初音ミクシンフォニー Miku Symphony 2017 オーケストラ ライブ CD         | メドレー みくみくにしてあげる♪【してやんよ】 / Ievan Polkka / Nyan Cat / 子猫のパヤパヤ |
| 2019年1月9日   | daniwellP『MKLYPN』                                                    | Nyan Cat (Momo 10th Anniversary) feat.初音ミク&桃音モモ |
| 2019年4月22日  | FalKKonE『Intense Symphonic Metal Covers, Vol. 17』                    | Nyan Cat |
| 2019年9月4日   | Fouste『Nyan Cat』                                                     | Nyan Cat |
| 2019年10月6日  | NPT Music『Nyan Cat (Crazy Piano Version)』                            | Nyan Cat (Crazy Piano Version) |
| 2021年2月22日  | Nyan Cat Arrangements                                                  | 1. Nyan Cat warm-up / daniwell 2. Nyan Cat (Qiloxy RMX) / Qiloxy 3. Nyan Cat (HIMAGO remix) / HIMAGO 4. Nyan Cat (Yamajet Fussy Remix) / Yamajet 5. ^Nyan Cat^ (Kawaii Future Bass Remix) / Maru 6. Nyanyanto Catto / Joek 7. NYAN CAT IS OVER / daniwell 8. Nyan Cat (wappo remix) / wappo 9. Nyan Cat (siroPd remix) / siroPd 10. Nyan Cat (Albert Shimura Remix) / アルベルト志村 11. Nyan Cat Future Meow Remix / low meow feat.Conyabata 12. Swing Cat / 薫 13. Nyairish Dance! / ぱとり 14. Nyan Cat - karikari mix / くちばし太郎 |
| 2021年8月31日  | ファミリュール『Nyan Cat』                                             | Nyan Cat |
| 2021年8月31日  | Sheet Music Boss『Meme Music on Piano, Vol. 3』                        | Nyan Cat |
| 2023年6月8日   | やみん&猫宮ひなた『Nyan Cat [Yamin & Nekomiya Hinata ver]』            | Nyan Cat [Yamin & Nekomiya Hinata ver] |

ほか多数